# Т34 Калиопе
Бацач ракета Т34 (Калиопе ) био је монтиран на тенку са којим је чинио самоходни вишецевни бацач ракета који су користиле САД током Другог светског рата. Лансер је био смештен на врху тенка М4 Шерман, на коме се налазио подигнути рам који је у доњем делу био причвршћен за куполу возила са бочне стране, а у горњем делу са био спојен са конструкцијом на којој су се налазиле лансирне цеви. Могао је да испали плотун ракета М8 пречника 114 mm из свих 60 лансирних цеви за свега 4,5 секунди. Развијен је 1943. године, а произведен је мали број примерака који је био коришћен од различитих оклопних јединица Армије САД у периоду 1944-1945. Име је добио по инструменту “Калиопе”, али је такође познат и као парна оргуља, која је имала сличне парне цеви и која је стварно пловила реком Мисисипи у Сједињеним Америчким Државама.

## Верзије
- Ракетни бацач Т34 (Калиопе). Верзија која носи 60 лансирних цеви поређаних великом од по 36 ракета у два реда, док су се испот ток пакета налазила још два мања пакета са по 12 ракета у два реда калибра 114mm.
- Ракетни бацач Т34E1 (Калиопе) - Исти као Т34 али са цевима које нису биле груписане у 12 комада по пакету већ по 14 комада.
- Ракетни бацач Т34E2 (Калиопе) – Са ракетама којима је калибар увећан са 114mm на 183mm, док је број цеви остао 60. Корићћен је у борбама од 1944. до 1945. године.